# 슈퍼스타K
《슈퍼스타K》는 대한민국의 케이블 방송 엠넷의 대국민 공개 오디션 프로그램이다. 대한민국 전국 8개의 지역뿐만 아닌 해외에서 또한 예선이 이루어지며 최종 통과자는 서울 슈퍼위크에서 TOP 10(시즌 2와 시즌 3. 시즌 6에서는 TOP 11, 시즌4에서는 TOP 12)을 가려 생방송 무대에서 서바이벌 오디션을 치르게 된다. 우승자는 Mnet의 연말 시상식인 Mnet 아시안 뮤직 어워드에 참여한다.

## 논란
《슈퍼스타K》가 케이블 방송이라 입상한 가수들이 지상파에 차별받는다는 지적도 제기된다. 《슈퍼스타K》의 대표적인 스타인 서인국, 허각, 존 박, 장재인 등은 음원 차트에서 상위권을 차지하며 인기를 끌었음에도 불구하고 지상파 방송 출연을 거의 못하고 있다. 특히 MBC는 방송되고 있는 《위대한 탄생》과도 관련이 있는 것으로써 지상파 방송사들이 출신을 이유로 부적절하게 차별하고 있다는 지적도 있다.
허각은 《개그콘서트》에 출연하기도 했는데 왕비호(윤형빈)는 여기서 "케이블 출신이라고 공중파에서 잘 안 불러준다며? 허각이 무슨 죄냐"라며 지상파 방송사들의 차별을 언급하기도 했다. 또한 ‘악마의 편집’이라고 불리는 슈퍼스타K만의 편집 기술은 흥행만을 위하여 자극적인 요소 위주로 편집하여 논란을 증폭시켰다. 실제로 다른 오디션 프로그램과는 차별화된 편집 기술이 시청자들의 채널을 고정시키는 데 큰 역할을 하고 있지만 자신의 의도와 전혀 다르게 편집된 방송을 보고 한 참가자가 이의를 제기하면서 오디션 프로그램의 편집 조작이 도마 위에 올랐다.

## 역대 우승자
슈퍼스타K 1
- 우승자 : 서인국
- 준우승 : 조문근

슈퍼스타K 2
- 우승자 : 허각
- 준우승 : 존 박

슈퍼스타K 3
- 우승자 : 울랄라 세션
- 준우승 : 버스커버스커

슈퍼스타K 4
- 우승자 : 로이킴
- 준우승 : 딕펑스

슈퍼스타K 5
- 우승자 : 박재정
- 준우승 : 박시환

슈퍼스타K 6
- 우승자 : 곽진언
- 준우승 : 김필

슈퍼스타K 7
- 우승자 : 케빈 오
- 준우승 : 천단비

슈퍼스타K 2016
- 우승자 : 김영근
- 준우승 : 이지은

## 고득점 무대
| 순위 | 이름         | 곡                | 평균점수 | 시즌 |
| ---- | ------------ | ----------------- | -------- | ---- |
| 1    | 곽진언       | 자랑              | 98.5     | 6    |
| 2    | 허각         | 언제나            | 97.6     | 2    |
| 2    | 울랄라세션   | 너와 함께         | 97.6     | 3    |
| 4    | 곽진언       | 소격동            | 96.7     | 6    |
| 5    | 허각         | 조조할인          | 96.5     | 2    |
| 5    | 김필         | Man In The Mirror | 96.5     | 6    |
| 7    | 존 박        | Man In The Mirror | 96.3     | 2    |
| 7    | 울랄라세션   | Swing Baby        | 96.3     | 3    |
| 7    | 울랄라세션   | 서쪽하늘          | 96.3     | 3    |
| 7    | 버스커버스커 | 막걸리나          | 96.3     | 3    |

## 영향력
《슈퍼스타K》가 케이블 방송의 한계를 뚫고 기적적인 시청률을 기록하면서 대한민국 메이저 방송사에도 엄청난 오디션 열풍이 일었다. 가장 먼저 MBC의 《위대한 탄생》이 2010년 말부터 방송되었으며, 3월부터 《일요일 일요일 밤에》에서 MBC의 새로운 아나운서를 뽑는 《아나운서 공개채용 신입사원》이 방송되었다. KBS도 하와이에서 두뇌, 체력, 순발력 등을 경쟁하는 《휴먼 서바이벌 도전자》를 방송하였다. 또한 SBS는 6월 글로벌 연기자 오디션 프로그램인 《기적의 오디션》을 기획하였고, 케이블 채널 tvN도 갓 탤런트 시리즈의 대한민국 버전인 《코리아 갓 탤런트》를 방송하여 대한민국 방송사들 사이에서 오디션 열풍이 일었다. 또한 2013년 04월 19일 ‘슈퍼스타K’ 방송 포맷이 중국으로 수출돼 화제가 되고 있다. 관련업계에 따르면 중국 후베이(湖北)위성은 한국 오디션 방송 프로그램의 원조격인 CJ E&M 엠넷의 슈퍼스타K 방송 포맷을 토대로 ‘슈퍼스타 차이나’가 후베이위성과 함께 제작에 참여하여, 1회 평균 1.39%, 최고 1.5%의 높은 시청률(중국 시청률 조사기관 CMS 央视索福瑞媒介有限公司 기준/ 개인기준 시청률)을 기록하며 중국에서 인기 콘텐츠의 기준으로 평가 받는 시청률 1%의 벽을 넘었다.

## 기수별 시즌 목록
- 슈퍼스타K (시즌 1) - 서인국 (우승자), 조문근 (준우승자)
- 슈퍼스타K 2 - 허각 (우승자), 존 박 (준우승자)
- 슈퍼스타K 3 - 울랄라 세션 (우승팀), 버스커 버스커 (준우승팀)
- 슈퍼스타K 4 - 로이킴 (우승자), 딕펑스 (준우승팀)
- 슈퍼스타K 5 - 박재정 (우승자), 박시환 (준우승자)
- 슈퍼스타K 6 - 곽진언 (우승자), 김필 (준우승자)
- 슈퍼스타K 7 - 케빈 오 (우승자), 천단비 (준우승자)
- 슈퍼스타K 2016 - 김영근 (우승자), 이지은 (준우승자)

## 동일 소재 프로그램
- 스타 오디션 위대한 탄생
- K팝 스타
- 보이스 코리아
- 오페라 스타 2011, 오페라 스타 2012
- 코리아 갓 탤런트
- 슈퍼스타 차이나
- PRODUCE 101